# جون سبيد سميث
جون سبيد سميث (بالإنجليزية: John Speed Smith)‏ هو محامي وسياسي أمريكي، ولد في 1 يوليو 1792 في نيشلسفيل في الولايات المتحدة، وتوفي في 6 يونيو 1854 في ريتشموند في الولايات المتحدة. حزبياً، نشط في الحزب الجمهوري الديمقراطي. وقد انتخب عضو مجلس النواب الأمريكي.